# Чарльз Меннінг
Чарльз Ентоні Вудворд Меннінг (18 листопада 1894 — 10 березня 1978) — південноафриканський вчений, вважається провідною фігурою в традиції англійської школи досліджень міжнародних відносин.

## Раннє життя та освіта
Батьками Чарльза були Дюмареск Вільямсон Меннінг та Хелена Ізабелла Белл. Освіту він здобував в Єпархіальному коледжі (єпископів), Рондебош; Південноафриканському коледжі, Кейптаун; і як стипендіат Роудса в коледжі Брейсноуз, Оксфорд, куди він вступив у 1914 році. Його академічна кар'єра була перервана військовою службою: у 1914 році він був зарахований до 18-го Королівського стрілецького полку, а наступного року був призначений до 7-го легкопіхотного полку Оксфорда й Бакса. Також він був на військовій службі у Франції та Салонкії 1915—1917 рр., був поранений і двічі згадувався в депешах. У 1917—1918 роках служив виконуючим обов'язки капітана і інструктором в 11-му офіцерському кадетському батальйоні.
Повернувшись до Оксфорду, у 1920 році він отримав першу ступінь з літератури «Literae humaniores» (це курс бакалаврату, присвячений класиці (Стародавній Рим, Стародавня Греція, латинська мова, старогрецька мова та філософія) в Оксфордському університеті та деяких інших), першу ступінь з юриспруденції у 1921 році та першу ступінь з цивільного права у 1922 році. Також він був старшим стипендіатом Халма у 1921 році. У 1922 році він став адвокатом у Міддл Темпл.

## Професійна кар'єра
У 1922 році він приєднався до Міжнародного бюро праці Ліги Націй (дипломатичний відділ), де в тому ж році був призначений особистим секретарем Генерального секретаря, сера Еріка Драммонда.
Його академічна кар'єра відновилася в 1923 році, коли його призначили науковим співробітником у Нью-коледжі в Оксфорді та викладачем права в Нью-коледжі та Пембруці. У 1925—1926 роках він перейшов до Гарвардського університету як стипендіат Лаури Спеллман Рокфеллер, але в 1927 році повернувся до Оксфорду на посаду заступника професора міжнародного права та дипломатії. Він був екзаменатором з римського права в Раді юридичної освіти в 1927—1932 роках. У 1930 році він був призначений професором міжнародних відносин Монтегю Бертона (раніше Касселя) у Лондонській школі економіки (яка входила до складу федерального Лондонського університету), на цій посаді він перебував до свого виходу на пенсію в 1962 році. Під час Другої світової війни він був старшим спеціалістом у Королівському інституті міжнародних відносин (Chatham House) у 1939—1943 роках.

## Політика апартеїду
Професор Ханбері (19 червня 1898 — 12 березня 1993), колега-юрист, описує ставлення до Меннінга наступним чином
«З 1964 року він очолював Південноафриканське товариство і був відважним апологетом своєї країни. Хоча його терпіння іноді піддавалося жорстоким випробуванням злісними нападками на нього, часто з боку осіб, які мало про це знали, він майже завжди ввічливо ставився до його критиків, а його прозора щирість викликала таку повагу, що жодного разу не було зроблено нападів особисто на нього.»
Колега Меннінга по Лондонській школі економіки, професор Фредерік Самуель Нортедж (16 жовтня 1918 — 3 березня 1985), називає Меннінга «суперечливим письменником про Південну Африку». Це зауваження доповнюється коментарем, що "Меннінг завжди з пристрастю наполягав, що наукова відстороненість (у його академічній ролі) не означала і не повинна означати відмову від участі у політичній сфері, коли лабораторний халат і академічна мантія скидаються. І Меннінг дійсно присвятив себе принаймні одній такій справі — Південній Африці та її режиму. Але наукове дослідження та політична партійність у його свідомості завжди були жорстко відокремлені одне від одного і пов'язані лише тією мірою, в якій політичний партієць, відданий виборець на демократичних виборах або професійний політик краще виконують обрану роль після служби, чим відслужують свій час як безпартійні студенти, що вивчають світ, в якому їхня партійність згодом робить свою роботу ".

## Особисте життя
У 1939 році Меннінг одружився з Маріон Сомервілль (Мейзі) Джонстон, його колишньою ученицею. Маріон померла у 1977 році. Дітей подружжя не мало. У вересні 1977 року він виїхав на пенсію до Південної Африки.
Він захоплювався аквареллю, садівництвом і музикою.